# Маслюк Григорій Андрійович
Григо́рій Андрі́йович Маслю́к (* 26 квітня 1944 року), з 2004 року — народний артист України. Лауреат регіональної театральної премії ім. А. Хорошуна.

## З життєпису
1969 року закінчив Харківський інститут мистецтв ім. І. Котляревського, з того часу на акторській праці в Дніпропетровському академічному українському музично-драматичному театрі ім. Т. Г. Шевченка.
Виконував такі ролі:
- Ісус — «Вечір Ісуса у Марії Магдалени» Гарольда Бодикіна,
- Якут — «Запороги» Віктора Веретеннікова,
- Мусташенко — «Закон» Володимира Винниченка,
- Хазяїн — «Ромео і Жасмин» Олександра Гавриша,
- Пухов — «Конкурс» Олександра Галіна,
- Борис — «Заради любові» Раїси Галушко,
- Голова — «Майська ніч» за Миколою Гоголем,
- Гастрит — «Вечір» Олексія Дударєва,
- Сулейман — «Роксолана» — за Павлом Загребельним,
- Отелло — «Історія Отелло» Леоніда Іцелєва,
- Алонсо — «З коханням не жартують» Педро Кальдерона,
- Він — «Двоє і ніч» Віктора Мережка,
- Скворцов — «Шельменко-Денщик» Григорія Квітки-Основ'яненка,
- Сірко — «За двома зайцями» Михайла Старицького,
- Містер Спетлайг — «Тітонька Чарлі» — за Брендоном Томасом,
- Іван — «Новорічний єралаш» Володимира Шарика,
- Хома Кичатий — «Назар Стодоля» Тараса Шевченка,
- Бекінгем — «Річард III» Вільяма Шекспіра.

Член Національної спілки театральних діячів України.

## Відзнаки
- Заслужений артист України (1993)[1]
- Народний артист України (2004)[2]